# Anloo
Anloo  este un sat în partea de est a Olandei. Aparține de comuna Aa en Hunze. Are o populație de 380 locuitori. Aici se află o biserică de rit reformat (Magnuskerk), construită în stil romanic în secolul al XI-lea, considerată ca fiind una dintre cele mai vechi din Drenthe.